# Unione dei Democratici Europei
L'Unione dei Democratici Europei (in polacco: Unia Europejskich Demokratów - UED) è un partito politico polacco di orientamento social-liberale ed europeista fondato nel novembre 2016 a seguito della confluenza di due distinti soggetti politici:
- il Partito Democratico (Partia Demokratyczna), fondato nel 2005, erede dell'Unione della Libertà;
- i Democratici Europei (Europejscy Demokraci), formazione costituitasi nell'ottobre 2016 su iniziativa di 4 deputati fuoriusciti da Piattaforma Civica.

Alle elezioni europee del 2019 prende parte alla Coalizione Europea, senza conseguire alcuna rappresentanza. In occasione delle elezioni parlamentari del 2019 presenta propri candidati nelle liste del Partito Popolare Polacco, ottenendo un deputato e un senatore.

## Parlamentari

### Deputati della IX legislatura (2019-2023)
- Jacek Protasiewicz

### Senatori della X legislatura (2019-2023)
- Michał Kamiński

## Risultati
| Elezione          | Elezione     | Voti                  | %                     | Seggi   |
| ----------------- | ------------ | --------------------- | --------------------- | ------- |
| Europee 2019      | Europee 2019 | In Coalizione Europea | In Coalizione Europea | 0 / 51  |
| Parlamentari 2019 | Sejm         | In PSL                | In PSL                | 1 / 460 |